# Glen Robbins
Glen Robbins (datas desconhecidas) foi um ciclista canadense. Ele representou o Canadá nos Jogos Olímpicos de Verão de 1932, em Los Angeles.